# 奥卢集市大厅
奥卢集市大厅是一座历史建筑，位于芬兰北部城市奥卢市中心的奥卢集市广场，开业于1901年。
1889年，奥卢市议会决定兴建集市大厅，将小贩从露天集市迁入，以满足食品安全的需要。
集市大厅的建筑师是Karl Lindahl和Walter Thomé。1901年建成。